# Doyen du Collège des cardinaux

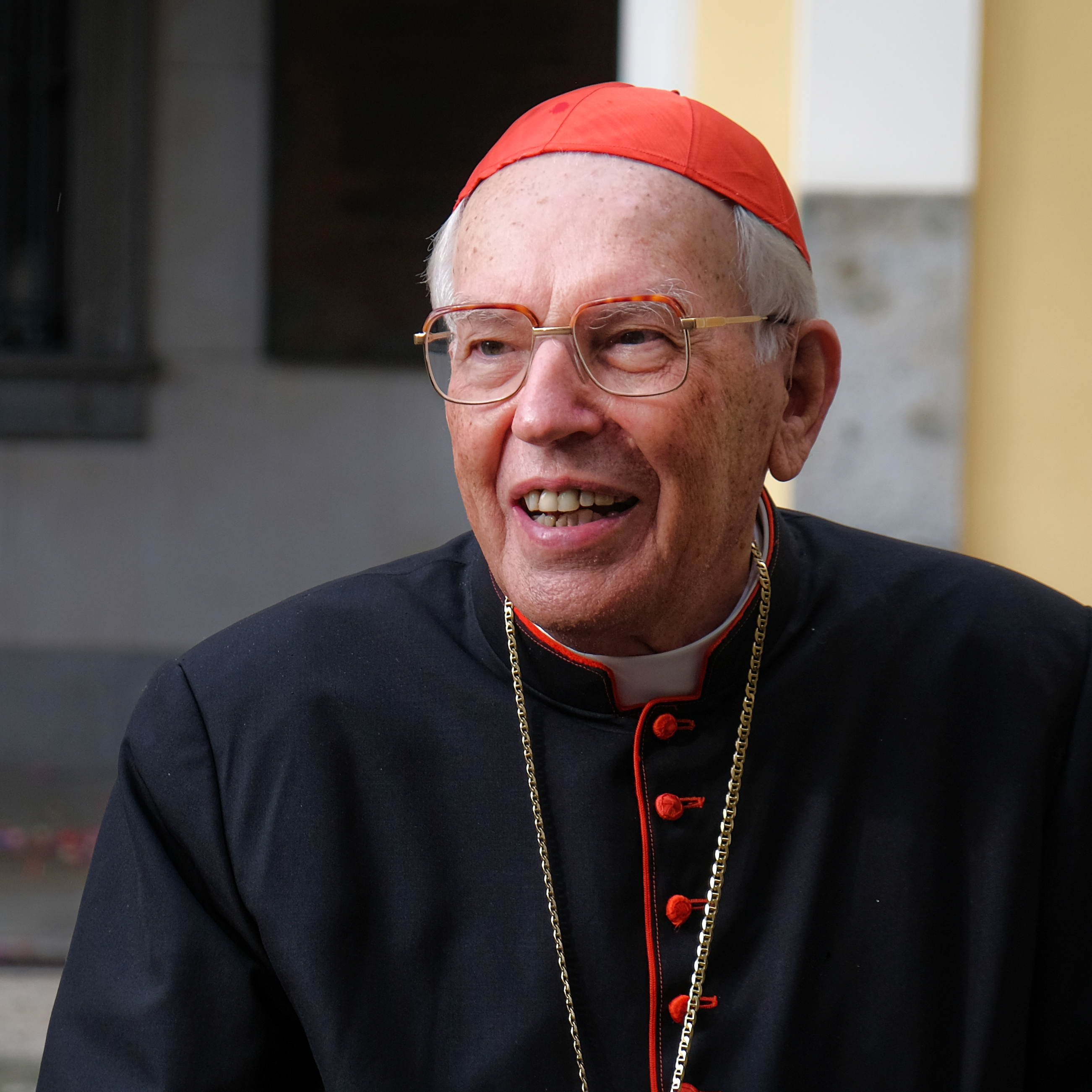
Le cardinal Giovanni Battista Re, doyen du Collège des cardinaux depuis le 18 janvier 2020.

Le doyen du Collège des cardinaux ou doyen du Sacré Collège (lat. Decanus Sacri Collegii) est le président du Collège des cardinaux de l'Église catholique romaine qui appartient à l'ordre des cardinaux-évêques. Il reçoit le titre d'évêque titulaire d'Ostie. Il lui revient de consacrer évêque le nouveau pape, s'il ne l'est pas encore. Le doyen en titre est le cardinal Giovanni Battista Re depuis janvier 2020.

## Élection
Le doyen n'est plus nécessairement le cardinal servant depuis le plus longtemps dans le Sacré Collège (qui d'ailleurs ne deviendra peut-être jamais cardinal-évêque). 
Ceci fut la coutume pendant des siècles jusqu'à ce que Paul VI donne par le motu proprio Sacrum cardinalium consilio le pouvoir aux six cardinaux-évêques d'élire leur doyen en 1965. Cette élection doit être confirmée par le pape.
Depuis le motu proprio du 21 décembre 2019 du pape François, le doyen est élu pour un mandat de cinq années renouvelable. Le doyen porte ensuite le titre de « doyen émérite ».

## Cardinalprimus inter pares
Bien que le doyen (ou le vice-doyen en cas d'absence ou d'incapacité) préside le Sacré Collège, il n'a  aucun pouvoir sur les autres cardinaux. Il est considéré comme primus inter pares, premier d'entre eux. Il n'y a pas d'âge limite à cette fonction.

## Mission
Le doyen doit résider à Rome.
Pendant la vacance du Siège apostolique, c’est le doyen qui fait part à l’Église universelle, au corps diplomatique et aux gouvernements de la mort du pape. 
Il préside les congrégations générales préparatoires à l’élection du nouveau pape. Il est chargé de convoquer le conclave, à Rome, pour élire un nouveau souverain pontife ; puis il préside ce conclave, à moins qu'il soit trop âgé pour voter.
Au terme de l’élection, le doyen sollicite le consentement de l’élu à la charge pontificale en posant la question : Acceptasne electionem de te canonice factam in Summum Pontificem ? et s'informe du nom qu’il souhaite porter. Si l'élu n'est pas encore évêque, le doyen a la charge de le consacrer. Si le doyen est lui-même élu pape, son consentement est sollicité par le cardinal-évêque qui a le plus d’ancienneté.
Par décret de Pie X en 1914, au moment de sa nomination, le doyen se voit attribuer le diocèse d'Ostie tout en gardant son évêché suburbicaire. Avant ce décret et depuis 1150, le doyen remplaçait son évêché suburbicaire par ceux d'Ostie et de Velletri-Segni.

## Doyens du Collège des cardinaux
Chaque nom est suivi des années de naissance et de mort, puis de création en tant que cardinal et d'élection en tant que doyen.

### Avant legrand schisme d'Occident
- Crescenzio de Sabina (d. 1126) (1100, après 1102)
- Pietro Senex (d. 1134) (1102, 1126), rejoint l'obédience de l'antipape Anaclet II en 1130
- Guillaume (d. 1137/39) (1122, 1130)
- Corrado della Suburra (1073-1154) (1114, 1137/39)  (élu pape Anastase IV)
- Imar de Tusculum (d. 1161) (1142, 1153, déposé en 1159), rejoint l'obédience de l'antipape Victor IV en 1159
- Gregorio della Suburra (d. 1163) (1140, 1159)
- Ubaldo Allucingoli (1097-1185) (1138, 1163, élu pape Lucius III en 1181)
- Konrad von Wittelsbach (1120/25-1200) (1165, 1181)
- Ottaviano di Paoli (d. 1206) (1182, 1200)
- Pietro Gallozia (d. 1211) (1188, 1206)
- Nicola de Romanis (d. 1219) (1204, 1211)
- Ugolino Conti di Segni (ca.1160/70-1241) (1198, 1219, élu pape Grégoire IX en 1227)
- Pélage Galvani (d. 1230) (1206/07, 1227)
- Jean Halgrin (1180-1237) (1227, 1230)
- Jacques de Vitry (1160/70-1240) (1228, 1237)
- Rinaldo Conti (1185-1261) (1227, 1240, élu pape Alexandre IV en 1254)
- Eudes de Châteauroux (1190-1273) (1244, 1254)
- Jean de Tolède (d. 1275) (1244, 1273)
- Bertran de Saint-Martin (d. 1277) (1273, 1276)
- Ordoño Alvares (1198-1285) (1278, 1278)
- Bentivenga da Bentivengi (1230-1289) (1278, 1285)
- Latino Malabranca Orsini (d. 1294) (1278, 1289)
- Hugues Aycelin de Montaigut (1230-1297) (1288, 1294)
- Gerardo Bianchi (1220/25-1302) (1278, 1297)
- Giovanni Boccamazza (d. 1309) (1285, 1302)
- Leonardo Patrasso (1230-1311) (1300, 1309)
- Giovanni Minio da Morrovalle (1250-1312) (1302, 1311)
- Niccolò Alberti (1250-1321) (1303, 1312)
- Bérenger Frédol l'Ancien (1250-1323) (1305, 1321)
- Bérenger Frédol le Jeune (d. 1323) (1312, 1323)
- Guillaume Godin (1260-1336) (1312, 1323)
- Pierre des Prés (1288-1361) (1320, 1336)
- Hélie de Talleyrand-Périgord (1301-1364) (1331, 1361)
- Guy de Boulogne (1313-1373) (1342, 1364)
- Anglic de Grimoard (1315/20-1388) (1366, 1373, déposé par Urbain VI en 1378), obtient le poste dans l'obédience d'Avignon jusqu'en 1388

### Durant le grand schisme d'Occident

#### Obédience d'Avignon (1378-1429)
- Anglic de Grimoard (1378-1388)
- Pietro Corsini (1335-1405) (1370, 1388)
- Guy de Malesec (d. 1412) (1375, 1405, déposé 1409, obtient le poste dans l'obédience de Pise)
- Jean Flandrin (après 1301-1415) (1390, 1405)
- Julián Lobera y Valtierra (d. 1435) (1423, 1423 à 1429)

#### Obédience de Rome (1378-1415)
- Tommaso da Frignano (1305-1381) (1378, 1378)
- Francesco Moricotti Prignano (d. 1394)(1378, 1381)
- Philippe d'Alençon (1338-1397) (1378, 1394)
- Pietro Pileo di Prata (1330-1400) (1378, 1397)
- Angelo Acciaioli (1349-1408) (1384, 1405)
- Enrico Minutoli (d. 1412) (1389, 1408 à 1409)
- Antonio Correr (1369-1445) (1408, 1409 à 1415)

#### Obédience de Pise (1409-1415)
- Guy de Malesec (jusqu'en 1412)
- Jean Allarmet de Brogny (1342-1426) (1385, 1412 à 1415)

### Depuis leconcile de Constance
Trois doyens ont décidé de prendre leur retraite avant leur mort, quatre furent élus pape (Alexandre VI, Paul III, Paul IV et Benoît XVI).  Le 21 décembre 2019, concomitamment à la démission du cardinal Angelo Sodano de la charge de doyen, le pape François publie un motu proprio par lequel il définit que l'élection du doyen se fera dorénavant pour un mandat de cinq ans, éventuellement renouvelable. 
- Angelo Correr (ca.1330-1417) (1415, 1415)
- Jean Allarmet de Brogny (1342-1426) (1385, 1417)
- Angelo d'Anna de Sommariva (?–1428) (1384, 1426)
- Giordano Orsini, iuniore (1360/70-1438) (1405, 1428)
- Antonio Correr (1359-1445) (1408, 1438)
- Giovanni Berardi (1380-1449) (1439, 1445)
- Amédée VIII de Savoie (1383-1451) (1449, 1449)
- Francesco Condulmer (1410-1453) (1431, 1451)
- Giorgio Fieschi (?–1461) (1439, 1453)
- Isidore de Kiev (dit l'Apostat)  (1380/90-1463) (1439, 1461)
- Basilius Bessarion (1403-1472) (1439, 1463)
- Guillaume d'Estouteville (1403-1483) (1439, 1472)
- Rodrigo Borgia (1431-1503) (1456, 1483, élu pape sous le nom d'Alexandre VI en 1492)
- Oliviero Carafa (1430-1511) (1467, 1492)
- Raffaele Sansoni Riario (1461-1521) (1477, 1511)
- Bernardin Lopez de Carvajal (1456-1523) (1493, 1521)
- Francesco Soderini (1453-1524) (1503, 1523)
- Nicolas Fieschi (1456-1524) (1503, 1524)
- Alessandro Farnese (1468-1549) (1493, 1524, élu pape sous le nom de Paul III en 1534)
- Giovanni Piccolomini (1475-1537) (1517, 1534)
- François Guillaume de Castelnau de Clermont-Lodève (1480-1541) (1503, 1537) incertitude
- Giovanni Domenico de Cupis (1493-1553) (1517, 1537 ou 1541)
- Gian Pietro Carafa (1476-1559) (1536, 1553, élu pape sous le nom de Paul IV en 1555)
- Jean du Bellay (1492-1560) (1535, 1555)
- François II de Tournon (1489-1562) (1530, 1560)
- Rodolfo Pio de Carpi (1500–1564) (1536, 1562)
- Francesco Pisani (1494–1570) (1517, 1564)
- Giovanni Girolamo Morone (1509–1580) (1542, 1570)
- Alexandre Farnèse le Jeune, (1520–1589) (1534, 1580)
- Giovanni Antonio Serbelloni (1519–1591) (1560, 1589)
- Alfonso Gesualdo (1540-1603) (1561, 1591)
- Tolomeo Gallio (1526–1607) (1565, 1603)
- Domenico Pinelli (1541–1611) (1585, 1607)
- François de Joyeuse (1562–1615) (1583, 1611)
- Antonio Maria Galli (1553–1620) (1586, 1615)
- Antonio Maria Sauli (1541–1623) (1587, 1620)
- Francesco Maria del Monte (1549–1626) (1588, 1623)
- Ottavio Bandini (1558–1629) (1596, 1626)
- Giovanni Battista Deti (1576–1630) (1599, 1629)
- Domenico Ginnasi (1550–1639) (1604, 1630)
- Carlo Emmanuele Pio de Savoia, senior (1585–1641) (1604, 1639)
- Marcello Lante della Rovere (1561–1652) (1606, 1641)
- Giulio Roma (1584–1652) (1621, 1652) pour 5 mois
- Carlo de' Medici (1595–1666) (1615, 1652)
- Francesco Barberini (1597–1679) (1623, 1666)
- Cesare Facchinetti (1608–1683) (1643, 1679)
- Niccolò Albergati-Ludovisi (1608–1687) (1645, 1683)
- Alderano Cibo (1613–1700) (1645, 1687)
- Emmanuel-Théodose de La Tour d'Auvergne cardinal de Bouillon (1643–1715) (1669, 1700)
- Nicola Acciaiouli (1630–1719) (1669, 1715)
- Fulvio Astalli (1655–1721) (1686, 1719)
- Sebastiano Antonio Tanara (1650–1724) (1695, 1721)
- Francesco del Giudice (1647–1725) (1690, 1724)
- Fabrizio Paolucci (1651–1726) (1697, 1725)
- Francesco Pignatelli (1652-1734) (1703, 1726)
- Francesco Barberini (1662–1738) (1690, 1734)
- Pietro Ottoboni (1667–1740) (1689, 1738)
- Tommaso Ruffo (1663–1753) (1706, 1740)
- Pietro Luigi Carafa (1677–1755) (1728, 1753)
- Rainiero d'Elci (1670–1761) (1737, 1755)
- Giuseppe Spinelli (1694–1763) (1735, 1761)
- Carlo Alberto Guidoboni Cavalchini (1683–1774) (1743, 1763)
- Giovanni Francesco Albani (1720–1803) (1747, 1774) la plus longue période d'un doyen
- Henri Benoît Stuart (1725–1807) (1747, 1803) le plus long cardinalat
- Leonardo Antonelli (1730–1811) (1775, 1807 jusqu'en 1811)
- Alessandro Mattei (1744–1820) (1779, 1814) exilé par Napoléon Ier
- Giulio Maria della Somaglia (1744–1830) (1795, 1820)
- Bartolomeo Pacca (1756–1844) (1801, 1830)
- Ludovico Micara (1775–1847) (1824, 1844)
- Vincenzo Macchi (1770–1860) (1826, 1847)
- Mario Mattei (1792–1870) (1832, 1860)
- Costantino Patrizi Naro (1798–1876) (1834, 1870)
- Luigi Amat di San Filippo e Sorso (1796–1878) (1837, 1876)
- Camillo Di Pietro (1806–1884) (1853, 1878)
- Carlo Sacconi (1808–1889) (1861, 1884)
- Raffaele Monaco La Valletta (1827–1896) (1868, 1889)
- Luigi Oreglia di Santo Stefano (1828–1913) (1873, 1896)
- Serafino Vannutelli (1834–1915) (1887, 1913)
- Vincenzo Vannutelli (1836–1930) (1889, 1915)
- Gennaro Granito Pignatelli di Belmonte (1851–1948) (1911, 1930)
- Francesco Marchetti-Selvaggiani (1871–1951) (1930, 1948)
- Eugène Tisserant (1884–1972) (1936, 1951)
- Amleto Cicognani (1883–1973) (1958, 1972)
- Luigi Traglia (1895–1977) (1960, 1974)
- Carlo Confalonieri (1893–1986) (1958, 1977)
- Agnelo Rossi (1913–1995) (1965, 1986, retraite en 1993)
- Bernardin Gantin (1922-2008) (1977, 1993, retraite en 2002)
- Joseph Ratzinger (1927-2022) (1977, 2002, élu pape sous le nom de Benoît XVI en 2005)
- Angelo Sodano (1927-2022) (1991, 2005, retraite en 2019)
- Giovanni Battista Re (1934-) (2001, 2020), premier doyen élu pour un mandat de 5 ans.